# Harmoniestraße 1 (Mönchengladbach)

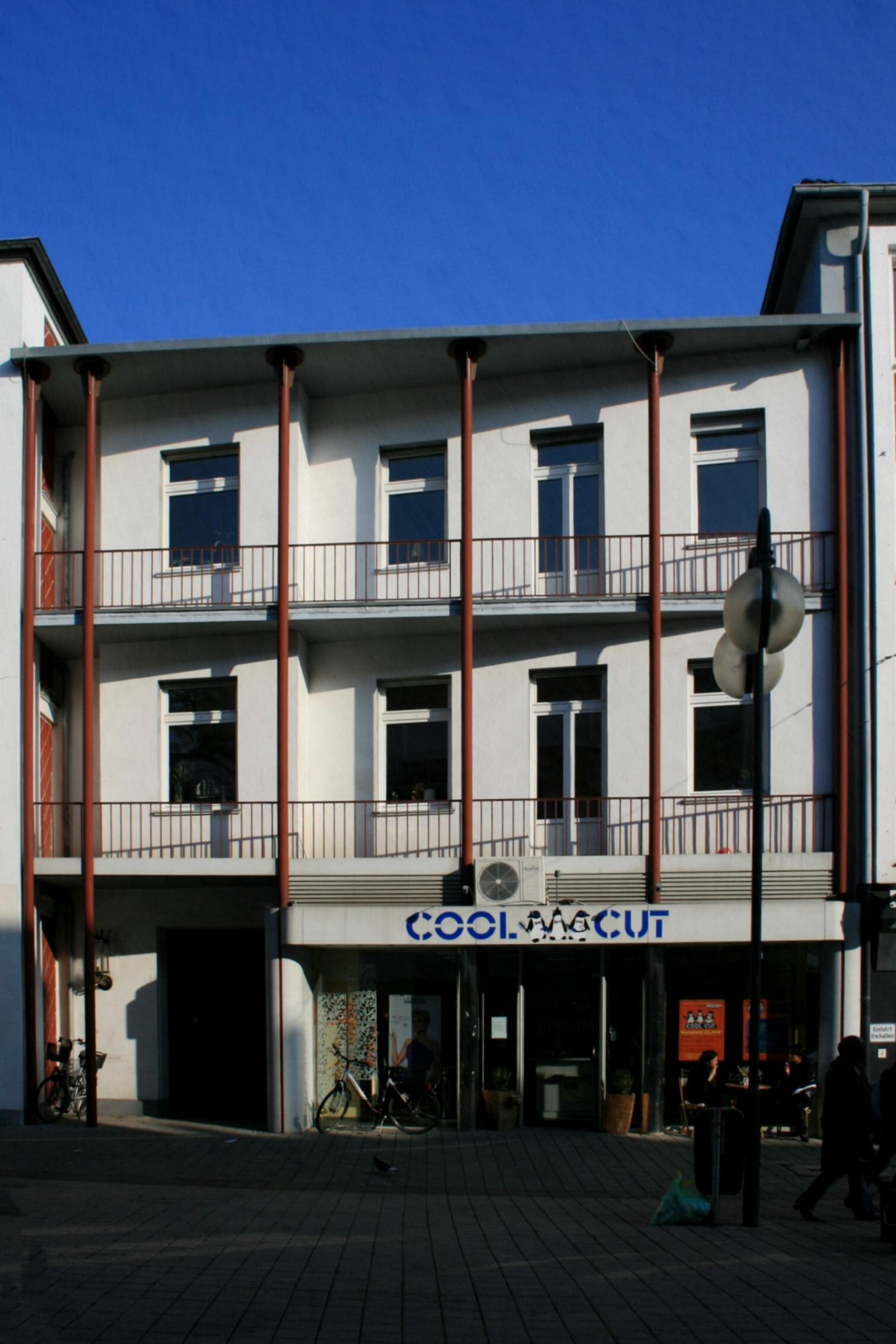
Geschäftshaus (2011)

Das Geschäftshaus Harmoniestraße 1 steht im Stadtteil Rheydt in Mönchengladbach (Nordrhein-Westfalen).
Das Gebäude wurde 1943/44 erbaut. Es wurde unter Nr. H 111  am 1. August 2011 in die Denkmalliste der Stadt Mönchengladbach eingetragen.

## Lage
Das Geschäftshaus ist an zentraler Lage der Innenstadt in Rheydt, zwischen Hauptstraße und Marktstraße gelegen.

## Architektur
Erst auf den zweiten Blick ist erkennbar, dass es sich bei dem dreigeschossigen, flach gedeckten Gebäude im Kern um einen – wahrscheinlich gründerzeitlichen – Altbau handelt. Dann fällt jedoch auf, dass die alte Fassade, die wie eine Kulisse hinter der vorgestellten Konstruktion liegt, schräg zur ansonsten geraden Fluchtlinie der Nachkriegszeit steht. Auch handelt es sich um eine regelmäßige, von allen Ornamenten und Gliederungen purifizierte Lochfassade in konventioneller Mauerwerk-Putzbauweise mit regelmäßiger hochrechteckiger Durchfensterung.
Der zunächst unmotiviert erscheinende Versprung zur etwas vorstehenden linken Achse in den Obergeschossen geht auf den ehemaligen Erker des Altbaus zurück. Bemerkenswert ist die der gesamten Wand vorgestellte „Balkonkonstruktion“. Insgesamt sechs starkwandige Eisenrohre mit 15 cm Durchmesser, oben mit Auflagetellern kapitellartig erweitert, tragen das vorkragende, flache Dach. Die dünnen Stützen wirken dabei ausgesprochen filigran und leicht. Dachabschluss und die gedachte Linie der Stützen folgen geradlinig der neuen Straßenflucht, so dass sich zur schräg gestellten Wand dahinter eine für die 1950er Jahre typische Asymmetrie ergibt.
Fenster und Obergeschosstüren der Fassade sind erneuert, allerdings ist im Erdgeschoss links noch die dekorative Hauseingangstür des Wiederaufbaus erhalten, die ebenfalls das wiederkehrende Rautenmuster der hier behandelten Bautengruppe aufweist, Eine beträchtliche Störung des Erscheinungsbildes stellt der Umbau des Erdgeschosses (Einbau eines Schaufensters zwischen den Stützen, damit Schließung des Freiraumes) dar; da die Stützen substanziell aber nicht beseitigt wurden, wird diese Veränderung in der Abwägung als nicht ausschlaggebend bewertet.
Das Geschäftshaus Harmoniestraße 1 ist mit seiner Front ein integraler Bestandteil der Reihe Hauptstraße 30, Harmoniestraße 1 und Harmoniestraße 3, die ehemals als Wohn- und Geschäftshaus Wallraf zusammengehörten. Es gehört zu jenen gut erhaltenen, relativ ähnlich gestalteten Fassaden in diesem Bereich (zusätzlich noch gegenüberliegend Hauptstraße 26), die direkt auf die Aufbauplanung des Stabes von Alfons Leitl zurückgehen und dies auch noch anschaulich vermitteln. Der festgestellte Denkmalwert bezieht sich nach heutigem Kenntnisstand auf Substanz und Erscheinungsbild der straßenseitigen Fassade einschließlich der originalen Haustür.
Das Geschäftshaus Harmoniestraße 1 ist bedeutend für Rheydt, Stadt Mönchengladbach. An seiner Erhaltung und Nutzung besteht aus wissenschaftlichen, architekturgeschichtlichen und städtebaulichen Gründen ein öffentliches Interesse. Es handelt sich daher gemäß § 2 DSchG NRW um ein Baudenkmal.